# Statue commémorative d'Aleksis Kivi
La statue commémorative d'Aleksis Kivi  (en finnois : Aleksis Kiven muistopatsas) est une statue érigée dans le quartier de Kluuvi à Helsinki en Finlande,.

## Description
Dans le mémorial, Aleksis Kivi est assis en train de méditer.
Les reliefs installés sur les trois côtés du siège présentent les illusions et les objets nostalgiques de Kivi exprimés dans sa production littéraire.

### Keinu
Le relief Keinu (Balançoire) sur le côté droit est basé sur un poème du recueil Kanervala de Kivi (1866), 
Le relief représente le désir d'Orphée pour l'inaccessible Eurydice et les concepts liés au mythe d'Orphée sur les conditions préalables au travail créatif, guidés par lesquels l'artiste doit faire un choix fondamental entre son art et l'amour.

### Sydämeni laulu
Sydämeni laulu (Chant de mon cœur) sur le côté gauche de la sculpture est basé sur la berceuse de Seunala Anna du livre Seitsemän veljestä (Les sept frères).
Le relief donne également une perspective à la catabase du thème d'Orphée, le désir de mort, vers lequel s'oriente le poète.

### Pako Impivaarasta
Le relief Pako Impivaarasta (S'échapper d'Impivaara) à l'arrière est un fragment des Sept Frères, où les frères doivent s'échapper de leur manège en feu dans le froid glacial de la nuit de Noël jusqu'à la vieille maison de Jukola à la fin de leur beuverie.

### Ikävyys
Le poème Ikävyys (L'ennui) d'Aleksis Kivi est écrit à l'arrière du monument.
Sur le dossier de la chaise se trouvent deux strophes du poème Ikävys (1866).

## Histoire

### Dévoilement
La statue d'Aleksis Kivi a été inaugurée le 10 octobre 1939, date d'anniversaire de la naissance de Kivi, qui est devenue par la suite un jour de célébration nationale, la journée de la littérature finlandaise
L'époque menaçante se reflétait dans les discours prononcés devant la statue, car la Finlande avait reçu une invitation à envoyer des négociateurs à Moscou et l'armée de campagne était appelée à des exercices supplémentaires (fi).
L'événement a rassemblé des milliers de personnes, parmi lesquelles des représentants du gouvernement et des institutions culturelles, des proches d'Aleksis Kivi et des journalistes étrangers.
Les chanteurs du syndicat (fi) étudiant et le chœur Laulu-Miehet (fi) ont interprété la chanson Metsämiehen laulu ("chanson du bûcheron") sous la direction de Martti Turunen.
Le professeur Viljo Tarkiainen a prononcé le discours de célébration et pendant le discours, le tissu recouvrant la statue a été écarté. L'événement s'est terminé avec les chansons chantées par la chorale, Sydämeni laulu et Isänmaan virsi.

### Concours de sculptures
Avant le concours de sculpture, Rautatientorti s'est vu offrir diverses statues, comme la colonne d'Eliel Saarinen et la statue de Minna Canth de l'Association des femmes finlandaises devant le Théâtre national.
Le projet de statue a été lancé par le club d'écrivains Kirjallinen Työ. Les écrivains ont choisi Aleksis Kive, l'écrivain national qui était « le représentant le plus fort et le plus original de l'esprit finlandais ».
L'objectif du dévoilement était le 50ème anniversaire de la mort d'Aleksis Kivi en 1922.
Des influenceurs clés de la vie culturelle étaient derrière le projet, mais la période de mise en œuvre s'est étalée sur vingt ans.
Le critique littéraire Johannes Vihtori Lehtonen, qui a organisé des événements de collecte de fonds, a défini le projet de statue d'Aleksis Kivi comme étant à l'opposé du Mémorial à Johan Ludvig Runeberg.
Selon lui, la culture suédophone prospère se cristallisait dans la statue de Runeberg.
La statue d'Aleksis Kivi devait être une image de la culture finnoise, c’est-à-dire finlandaise.
L'emplacement de la statue statue d'Aleksis Kivi devant le Théâtre national était également tout aussi important que l'ouverture du parc du Théâtre suédois.
Un concours fut organisé pour la statue commémorative d'Aleksis Kivi à Helsinki en 1928 et 1930.[2] 
Aucune sculpture convenable n'a été trouvée parmi les candidats du premier concours.
Wäinö Aaltonen a participé au nouveau concours avec une proposition moderniste stylisée et cubiste.
Son modèle en argile cuit et émaillé est conservé dans la collection de la Galerie nationale de Finlande.
La proposition de monument prévoyait de surélever l'extrémité de la place Rautatientori et de réduire fortement la façade du Théâtre national avec des colonnes de granite classiques.
A cette époque, le concours a été remporté par le beau-frère d'Aaltonen et le créateur de ses œuvres, 
Aukusti Veuro, qui a cependant renoncé à sa victoire.
Le comité a fini par commander la sculpture à Wäinö Aaltonen, mais dans une version plus traditionnelle que sa proposition,.
En tant que sculpteur national non officiel, Wäinö Aaltonen était aussi considéré comme un écrivain national approprié. L'esquisse en plâtre commandée en 1932 fut achevée en 1934 et coulée en bronze en 1939.
Wäinö Aaltonen a travaillé sur le sujet dès 1926 lorsqu'il a participé à un concours de monuments similaire à Tampere.
À cette époque, il soumet trois propositions au concours, qui remporte les trois premiers prix.
Sa sculpture Runoilija ja muusa (Poète et muse) (1928) représente la figure d'un poète menteur et de la muse qui le réveille,.
Déjà au concours de Tampere, Wäinö Aaltonen a également participé à des propositions cubistes-futuristes, dont il a ensuite réalisé une sculpture dorée de 52 cm de haut appelée Musica,.

## Galerie

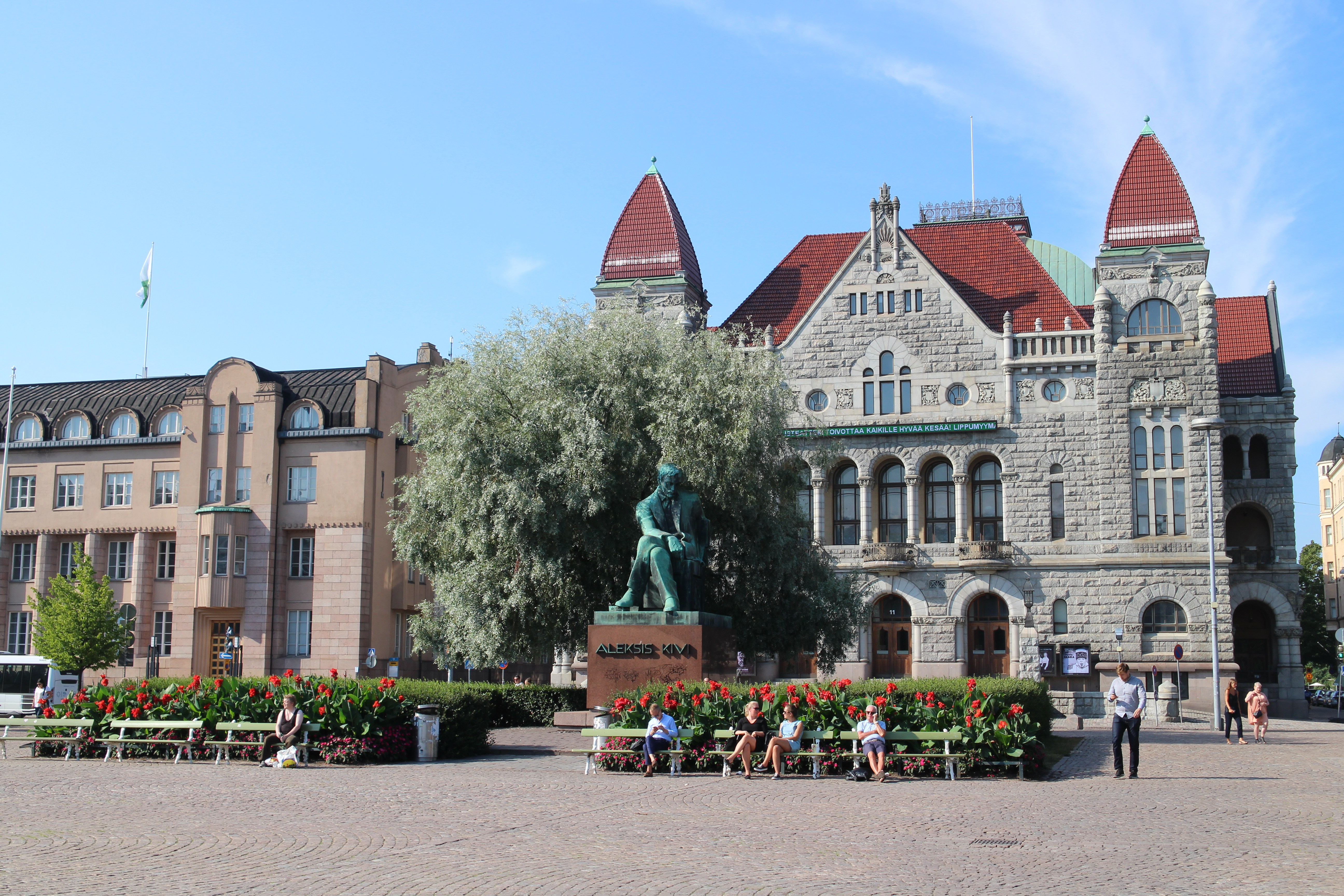
La statue devant le Théâtre national
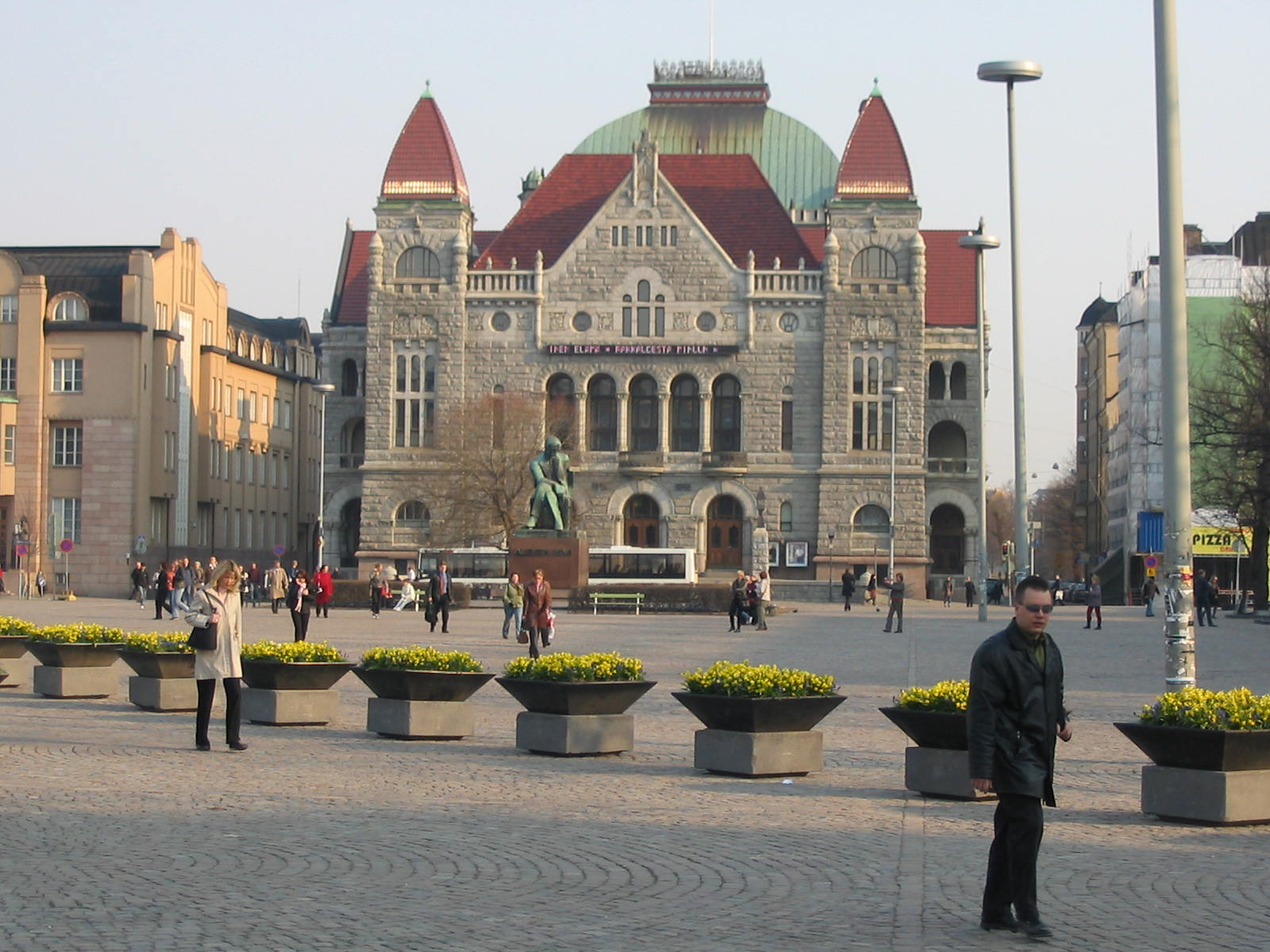